# Prosinec 2014
1. prosince – pondělí 
 Syrská občanská válka: Světový potravinový program oznámil zastavení programu potravinové pomoci pro 1,7 milionu syrských uprchlíků z důvodu nedostatku finančních prostředků.
 Bývalý polský premiér Donald Tusk převzal funkci předsedy Evropské rady.
 Prodemokratičtí demonstranti se pokusili proniknout k sídlu hongkongské vlády. Policie proti nim použila pepřový sprej a několik lidí zatkla.
 Novým prezidentem Uruguaye byl zvolen bývalý prezident, socialista, Tabaré Vázquez. Nahradil ve funkci Josého Mujica.
 Asi 30 banditů ozbrojených mačetami a pistolemi vpadlo na letiště u města Lae na Papui Nové Guineji. Okradli cestující a vyrabovali kanceláře.
2. prosince – úterý 
 Soud v egyptské Gíze odsoudil 188 příznivců svrženého prezidenta Muhammada Mursího k trestu smrti za útok na policejní stanici, při kterém zemřelo 11 policistů v roce 2011.
 Irácká krize 2014: Centrální vláda v Bagdádu se dohodla s představiteli kurdské autonomie na rozdělení zisků z ropy.
 Zakladatelé hnutí Occupy Central vyzvali studenty, aby z důvodu vlastní bezpečnosti opustili protestní tábor v hongkongské vládní čtvrti. Studentský vůdce Joshua Wong zahájil protestní hladovku proti postupu úřadů.
 Vojenská intervence proti Islámskému státu: Libanonská armáda zajala ženu a syna vůdce Islámského státu Abú Bakra al-Bagdádího.
 Záchranáři stále nenalezli 52 rybářů z jihokorejské lodi Orion-501, která se v pondělí potopila v Beringově moři u poloostrova Čukotka.
 Ledovka v Česku způsobila rozsáhlé výpadky v železniční dopravě, dodávkách elektřiny a systémech MHD spoléhajících na tramvajovou a trolejbusovou dopravu.
 Občanská válka v Somálsku: Příslušníci hnutí aš-Šabáb zavraždili 36 lidí v městě Mandera v severovýchodní Keni u hranic ze Somálskem. Keňský prezident Uhuru Kenyatta prohlásil útok za válečný akt.
3. prosince – středa 
 Prezident Čínské republiky na Tchaj-wanu Ma Jing-ťiou rezignoval na post předsedy strany Kuomintangu po prohraných komunálních volbách.
 Zakladatelé protestního hnutí Occupy Central se vzdali hongkongské policii.
 Pentagon tvrdí, že íránské stíhačky F-4 Phantom provedly nálety na pozice Islámského státu v iráckém guvernorátu Dijála. Írán tuto informaci popřel.
 Výbuch muničního skladu ve Vrběticích: Ve vrbětickém areálu došlo k nečekanému výbuchu v dalším objektu, k následnému požáru a řadě dalších explozí. Policie proto evakuovala obyvatele okolních obcí.
 Japonská vesmírná agentura (JAXA) vyslala z kosmického centra Tanegašima sondu Hajabusa 2, jejímž cílem planetka z Apollonovy skupiny.
4. prosince – čtvrtek 
 Tisíce litrů ropy z poškozeného Transizraelského ropovodu spojujícího Ejlat s Aškelonem uniklo do pouštní rezervace ve vádí Nachal Avrona.
 Policie zahájila vyšetřování druhého výbuchu muničního skladu ve Vrběticích kvůli podezření ze spáchání trestného činu obecné ohrožení.
 Občanská válka v Sýrii: Bojovníci Islámského státu zaútočili na leteckou základnu u města Dajr az-Zaur na východě Sýrie. Jde o poslední pozici syrské armády na řece Eufrat.
 Prezident Miloš Zeman jmenoval Dana Ťoka novým ministrem dopravy.
 Skupina mudžáhedínů zaútočila na cíle v čečenském hlavním městě Grozném. Při bojích mezi bezpečnostními složkami a ozbrojenci bylo zabito nejméně 12 lidí.
5. prosince – pátek 
 Vrcholný čínský politik Čou Jung-kchang známý z politického skandálu z roku 2012 byl zatčen policii.
 Z Kennedyho vesmírného střediska na Floridě odstartovala raketa Delta IV Heavy nesoucí kosmickou loď Orion (na obrázku). Cílem mise bylo otestovat systémy podpory života a tepelný štít velitelského modulu. Po dvou obletech Země přistál modul podle plánu pomocí padáků do Tichého oceánu. 
 Požár v odsolovacím zařízení na ostrově Male zanechal 100 tisíc obyvatel hlavního města Malediv bez přístupu k pitné vodě. Vláda žádá okolní státy o pomoc.
 Mezinárodní trestní soud zrušil stíhání keňského prezidenta Uhury Kenyatta kvůli zločinům proti lidskosti, k nimž došlo během násilnosti po prezidentských volbách v roce 2007.
6. prosince – sobota 
 Vůdce studentských prodemokratických aktivistů Joshua Wong ukončil protestní hladovku proti schválené volební reformě. Ostatní aktivisté v hladovce pokračují.
 Výbuch muničního skladu ve Vrběticích: Pyrotechnikům se podařilo ze střechy poničené budovy číslo 11 v areálu muničního skladu odstranit funkční dělostřelecký granát. Kvůli operaci bylo evakuováno na 1 800 lidí z okolních obcí a zatím stále není jasné, kdy se budou moci vrátit do svých domovů. 
 Třetí noc pokračovaly ve Spojených státech amerických protesty proti policejní brutalitě a rasovému profilování.
 Tajfun Hagupit zasáhl Filipíny, z pobřeží byly evakuovány statisíce lidí.
 Americký a jihoafrický rukojmí jemenské Al Kajdy byli zabiti v průběhu záchranné mise vedené ozbrojenými silami Spojených států amerických.
7. prosince – neděle 
 Syrská arabská tisková agentura: Izraelské letectvo provedlo nálety na postavení syrské armády na předměstí Damašku a ve městě Dimas u hranic s Libanonem.
 Občanská válka v Sýrii: Syrské ozbrojené síly odrazily útok bojovníků Islámského státu na leteckou základnu poblíž města Dajr az-Zaur na východě země.
 Papež František schválil dekret o „heroických ctnostech“ české boromejky Vojtěchy Hasmandové. 
 Mexická drogová válka: Mexické úřady identifikovaly ostatky jednoho ze 43 studentů, kteří byli uneseni igualskou policií 26. září 2014 během cesty na demonstraci proti igualské politické reprezentaci.
8. prosince – pondělí 
 Vůdce jemenské pobočky al-Káidy Nasr Ibn Ali al-Ansi, zaštiťujíc se autoritou Usámy bin Ládina, odsoudil stínání hlav rukojmí pro účely propagandy ze strany Islámského státu a označil je za akt barbarství.
 Izraelský Kneset odhlasoval své rozpuštění. Předčasné volby proběhnou 17. března 2015.
 Válka v Afghánistánu: Severoatlantická aliance formálně ukončila svojí třináctiletou bojovou misi v Afghánistánu. Dojde tak k zásadnímu omezení počtu zahraničních vojáků v zemi.
 Ugandští povstalci zabili 36 lidí v konžské provincii Severní Kivu. Od listopadu bylo v této oblasti zabito ugandskými povstaleckými skupinami kolem 200 lidí.
9. prosince – úterý 
 V Domě bratří Čapků (na obrázku) na pražských Vinohradech byl objeven tajný trezor obsahující dosud neznámé písemnosti a kresby obou bratrů, včetně pohlednic Josefa Čapka z koncentračního tábora adresovaných Olze Scheinpflugové.
 Nizozemský tým dosáhl po dvouleté cestě z Evropy do Antarktidy traktorem Massey Ferguson MF 5610 jižního pólu.
 Výbor pro zpravodajskou činnost amerického senátu zveřejnil zprávu o kontroverzních výslechových metodách členů teroristické organizace al-Káida Ústřední zpravodajskou službou (CIA) schválených administrativou George W. Bushe po teroristických útocích z 11. září 2001. CIA podle závěrů výboru „dalece překročila právní hranice.“
 Trosky Boeingu 777 sestřeleného za nevyjasněných okolností nad východní Ukrajinou dorazily na leteckou základnu Gilze-Rijen v Nizozemsku, kde budou sestaveny a podrobeny zkoumání.
 Kosovský parlament zvolil starostu Prištiny Isu Mustafu premiérem země.
 V čeljabinském nápravném zařízení se vzbouřilo asi 100 vězňů.
 Stovky Italů protestovaly před budovou milánské opery La Scala proti úsporným opatřením italské vlády.
10. prosince – středa 
 V petrohradské Ermitáži vyvrcholily oslavy 250. výročí jejího založení carevnou Kateřinou Velikou.
 Osobnostmi roku časopisu Time byly vyhlášeni bojovníci s ebolou. Cena zahrnuje všechny lidi bojující s epidemií eboly v západní Africe, která si dosud vyžádala více než 6 000 životů.
 Izraelsko-palestinský konflikt: Palestinský předseda komise pro Izraelskou bezpečnostní bariéru a osady Zijád abú Ejn zemřel po potyčce s izraelskými vojáky během demonstrace na Západním břehu Jordánu.
11. prosince – čtvrtek 
 Epidemie eboly v západní Africe: Úřady Sierra Leone vyhlásily desetidenní karanténu v provincii Komo na západě země, poté co si krvácivá horečka ebola vyžádala dalších 100 obětí během jedenácti dnů.
 Soudní vykonavatelé, po 75 dní trvajících protestech, vyklidili hlavní protestní tábor prodemokratických aktivistů v obchodním centru Hongkongu. Přes 200 demonstrantů bylo zatčeno.
 Západní pobřeží Spojených států amerických zasáhl vítr o síle orkánu, přívalový déšť a blizard. Skončilo tak období sucha, které postihlo Kalifornii v minulých měsících.
12. prosince – pátek 
 Izraelsko-palestinský konflikt: Sedm lidí z izraelské osady Bejtar Ilit bylo zraněno poté, co palestinský útočník vhodil kyselinu do jejich auta stojícího na kontrolním stanovišti.
 Italské odborové organizace dopravců a zdravotníků zahájily osmihodinovou generální stávku proti úsporným opatřením vlády Mattea Renziho.
 Poslanecká sněmovna Parlamentu České republiky podpořila novelu zákona, která po 88 letech ruší vojenský újezd Brdy.
13. prosince – sobota 
 Tisíce lidí se zúčastnily Národního pochodu ve Washingtonu, D.C., spoluorganizovaného NAACP. Napětí vyvolalo několik incidentů, při nichž americká policie nezávisle na sobě usmrtila několik neozbrojených Afroameričanů.
 Premiér Nigeru požádal mezinárodní společenství o pomoc s humanitární krizí vyvolanou desítkami tisíc uprchlíků prchajícími ze sousední Nigérie před násilím islamistické skupiny Boko Haram.
 Desetitisíce příznivců opoziční strany Právo a spravedlnost požadovaly ve Varšavě opakování problematických komunálních voleb, které těsně vyhrála vládní Občanská platforma.
 Ústřední výkonný výbor ČSSD rozpustil místní stranickou organizaci v severočeském Duchcově kvůli koalici uzavřené s krajně pravicovou DSSS.
14. prosince – neděle 
 Nejméně 129 lidí zemřelo při potopení trajektu na jezeře Tanganika v Demokratické republice Kongo.
 Titul Miss World 2014 získala v Londýně Rolene Straussová z Jihoafrické republiky
Meteorický roj Geminidy zasáhl Zemi.
 Intervence proti Islámskému státu: Ministr obrany Spojeného království oznámil vyslání stovek briských armádních instruktorů k výcviku iráckých a kurdských jednotek k boji proti Islámskému státu.
 Japonské předčasné parlamentní volby vyvolané premiérem Šinzó Abem skončily vítězstvím premiérovy strany.
 Premiér Haiti Laurent Lamothe rezignoval po násilných protestech požadujících předčasné volby, které by ustanovily náhradu za rozpuštěný parlament.
15. prosince – pondělí 
 Dánské autonomní území Grónsko vzneslo nárok na Lomonosovův hřbet včetně mořského dna pod Severním pólem, čímž zpochybnilo územní nároky Kanady a Ruska v Severním ledovém oceánu.
 Íránský duchovní léčitel zajal desítky rukojmí v Sydneyské kavárně a vystavil černou vlajku se šahádou. Po 16 hodinách australská policie vtrhla do budovy a za použití ohlušujících granátů a ostré munice rukojmí osvobodila. O život celkem přišli 3 lidé, mezi nimi i únosce Man Haron Monis (49 let) a další 3 lidé jsou v kritickém stavu.
 Belgickou dopravu ochromila 24 hodinová generální stávka, která je reakcí na úsporná opatření pravicově–centristické vlády premiéra Charlese Michela.
16. prosince – úterý 
 Kurz rublu se navzdory intervenci Ruské centrální banky propadl vůči euru a dolaru na historicky nejnižší hodnoty.
 Válka v severozápadním Pákistánu: Pákistánský Tálibán provedl útok na armádou spravovanou školu v Péšávaru. Počet obětí se blíží stovce, mezi oběťmi převažují děti.
 Astronomický ústav Akademie věd České republiky požádal veřejnost o pomoc s hledáním bolidu, který v pondělí odpoledne dopadl u obce Rudolec.
17. prosince – středa 
 Spojené státy americké a Kuba obnovili své diplomatické vztahy přerušené po kubánské revoluci v roce 1959. V Havaně bude otevřena americká ambasáda a budou zahájeny rozhovory o ukončení amerického obchodního embarga Kuby.
 Evropský Tribunál rozhodl o vyřazení palestinského Hamásu ze seznamu teroristických organizací. Evropské sankce vůči této organizaci zůstávají v platnosti.
18. prosince – čtvrtek 
 Vojenský soud odsoudil 54 nigerijských vojáků k popravě zastřelením za odmítnutí nastoupit k bojí proti islamistické skupině Boko Haram.
 Indická raketa GSLV Mk3 úspěšně dokončila svůj první let s maketou pilotovatelné kosmické lodi.
 Kurdské milice dobyly přístup a většinu pohoří Sindžár, kam v srpnu tohoto roku uprchly před genocidou ze strany Islámského státu tisíce jezídů (obrázek - chrám jezídů v Iráku).
 Evropský parlament schválil asociační dohodu s Gruzií.
 Evropský soudní dvůr označil obezitu za formu zdravotního postižení.
19. prosince – pátek 
 V pražském IKEMu oznámili, že před několika dny lékaři při unikátní operaci transplantovali šedesátiletému pacientovi pět orgánů – žaludek, slinivku s dvanáctníkem, slezinu, játra a poprvé v České republice i tenké střevo.
 Americký Federální úřad pro vyšetřování (FBI) oznámil, že za kybernetickým útokem na společnost Sony Pictures Entertainment stojí Severní Korea. 
 Jihokorejský ústavní soud nařídil rozpuštění levicové Sjednocené pokrokové strany z důvodu podpory severokorejského režimu. Čtyři její poslanci byli zproštěni svých mandátů.
20. prosince – sobota 
 Francouzská policie zastřelila muže, který na policejní stanici v Joué-les-Tours pobodal tři policisty. Útok byl motivován pachatelovými sympatiemi k Islámskému státu. 
 Ukrajinská krize: Ukrajinský prezident Petro Porošenko požádal Mezinárodní měnový fond o navýšení půjčky kvůli hrozícímu státnímu bankrotu.
 Vojenská intervence proti Islámskému státu: Z pardubického letiště odletělo americké transportní letadlo C-17 Globemaster s dodávkou 5 000 střel do ručních protitankových zbraní RPG-7 darovaných z armádních přebytků kurdské autonomní vládě bojující se silami Islámského státu.
 Izraelsko-palestinský konflikt: Izraelské letectvo provedlo úder na pozice hnutí Hamás v Pásmu Gazy. Útok, který je odvetou za předchozí ostřelovaní izraelského území, je prvním od uzavření příměří v srpnu tohoto roku.
21. prosince – neděle 
 Federace židovských obcí se distancovala od případné návštěvy ruského prezidenta Vladimira Putina v Praze a Terezíně během připomínky Mezinárodního dne památky obětí holocaustu.
 Blokáda Pásma Gazy: Egypt na dva dny otevřel hraniční přechod v Rafáhu. Nemocní obyvatelé Gazy tak mohou vyhledat zdravotní péči.
 Jeden člověk zemřel a další byl zraněn při noční střelbě před diskotékou ve Vysokém Mýtě. Podezřelým je příslušník městské policie, který byl v době incidentu mimo službu.
 Ismaaiyl Brinsley postřelil svojí bývalou přítelkyni a poté v Brooklynu zastřelil dva hlídkující newyorské policisty. Následně spáchal sebevraždu ve stanici newyorského metra. Incident souvisí s mezirasovým napětím ve Spojených státech.
22. prosince – pondělí 
 Řidič dodávky najel do vánočního tržiště ve francouzském Nantes, deset lidí bylo zraněno. K podobnému útoku došlo v neděli ve městě Dijon.
 Šest lidí bylo zabito poté co popelářský vůz vjel na chodník v Queen Street a George Square v Glasgow. Policie vyloučila teroristický útok. Řidič pravděpodobně pravděpodobně dostal infarkt.
 Al-Bádží Qáid as-Sabsí byl zvolen prezidentem Tuniska.
 Ve věku 70 let zemřel na rakovinu anglický rockový a bluesový zpěvák Joe Cocker (na obrázku).
 Čínská společnost HKND Group zahájila výstavbu Nikaragujského průplavu.
 Infantka Cristina, kněžna z Palma de Mallorca bude souzena za daňové podvody, kterých se měla dopustit spolu se svým manželem Iñaki Urdangarinem.
 Českou anketu Sportovec roku podruhé vyhrála tenistka Petra Kvitová. Nejlepším kolektivem byl vyhlášen fedcupový tým. Mezi juniory zvítězila Anežka Drahotová a sportovní legendou se stala in memoriam Miloslava Rezková-Hübnerová.
23. prosince – úterý 
 Zemřel Přemek Podlaha, autor a moderátor populárních televizních pořadů Receptář. 
 Desítky lidí byly zabity při útocích na vesnice v indickém státě Ásám. Podezření padá na povstalce z Národní demokratické fronty Bodska. Útok odsoudil indický premiér Naréndra Módí.
 Zemřel Jeremy Lloyd, autor britských sitcomů Are You Being Served? a Haló, haló.
 Z kosmodromu Pleseck úspěšně odstartovala těžká verze rakety Angara.
 Francie navýšila počet policistů a vojáků hlídkujících v ulicích. Reaguje tak na nedávné útoky v Nantes, Dijonu a Tours.
 Ukrajinský parlament odhlasoval zrušení neutrality země. Zároveň deklaroval její ochotu vstoupit do Severoatlantické aliance.
24. prosince – středa 
 Americká policie zastřelila černošského teenagera u benzínky na předměstí St. Louis. Zastřelený byl podle tvrzení policie ozbrojen. Incident způsobil potyčky mezi policií a místní afroamerickou komunitou.
 Odtajněná vyšetřovací zpráva tvrdí, že se místní policisté podíleli na masakru 193 středoamerických migrantů v mexickém státě Tamaulipas.
 Vojenská intervence proti Islámskému státu: Jordánský vojenský letoun se zřítil poblíž syrského města Rakka. Pilot byl zajat bojovníky Islámského státu.
 Bývalý argentinský diktátor Reynaldo Bignone byl odsouzen k 16letému odnětí svobody za odebírání dětí odpůrců vojenské junty.
 Přes 17 000 demonstrantů protestovalo ve východoněmeckých Drážďanech proti přijímání těch válečných uprchlíků ze Sýrie, kteří se hlásí k muslimskému vyznání.
25. prosince – čtvrtek 
 Charlie Shrem, průkopník internetové měny bitcoin (logo viz obrázek), byl odsouzen k dvouletému trestu odnětí svobody za krytí obchodu s drogami na portálu Silk Road.
 Ruský prezident Vladimir Putin vyzval vládu, aby zastropovala ceny vodky z obavy před masovou konzumací nelegálně vyráběného nekvalitního lihu.
 Občanská válka v Somálsku: Při útoku ozbrojenců ze skupiny Aš-Šabáb v somálském hlavním městě Mogadišu byli zbiti tři vojáci Africké unie a jeden civilista.
 Pět lidí bylo zraněno v důsledku žhářského útoku na mešitu ve švédském městě Eskilstuna.
 Hongkongská policie zatkla 12 lidí při střetech s prodemokratickými aktivisty v Kowloonu v pevninské části Hongkongu.
26. prosince – pátek 
 Katolický kněz byl unesen a zavražděn v mexickém státě Guerrero poté, co představitel katolické církve kritizoval vládu prezidenta Enrique Peña Nieta za její politiku vůči násilí pašeráků drog.
 Válka v Donbasu: Ukrajinská vláda a proruští povstalci si vyměnili přes tři stovky válečných zajatců. Mírové rozhovory, které se měly konat v běloruském Minsku, byly odvolány.
 Země v okolí Indického oceánu si připomněly desáté výročí vánoční tsunami, která si v roce 2004 vyžádala kolem 200 000 obětí.
27. prosince – sobota 
 V New Yorku proběhl za účasti 25 tisíc newyorských policistů pohřeb policisty Rafaela Ramose zastřeleného spolu se svým kolegou v Brooklynu. Jejich vražda souvisí s napjatými mezirasovými vztahy v USA. 
 Švédský premiér Stefan Löfven odvolal předčasné volby, které vyhlásil poté co švédský parlament neschválil státní rozpočet pro rok 2015.
 Monzunové deště způsobily rozsáhlé povodně na severovýchodě Malajsie a na jihu Thajska. Přes 100 000 lidí opustilo své domovy.
 Běloruský prezident Alexandr Lukašenko odvolal premiéra Michaila Mjasnikoviče, kterého ve funkci nahradil Andrej Kobjakov. Změny se týkají také běloruské centrální banky.
 Ve věku 89 let zemřel český psycholog Jaro Křivohlavý.
28. prosince – neděle 
 Válka v Afghánistánu: Severoatlantická aliance po třinácti letech formálně ukončila činnost sil ISAF v Afghánistánu.
 Občanská válka v Libyi: Libyjské vládní síly zahájily ofenzívu s cílem dobýt město Misuráta.
 Tisíce lidí uvěznilo silné sněžení v průsmycích savojských Alp.
 Na cestě z indonéské Surabaje do Singapuru se nad Jávským mořem ztratilo letadlo Indonéské společnosti Indonesia AirAsia, která je součástí sdružení společností AirAsia se sídlem v Malajsii, se 162 lidmi na palubě. 
 Italský trajekt MS Norman Atlantic s 466 lidmi na palubě zachvátil požár. Evakuaci pasažérů a posádky komplikuje silný vítr.
29. prosince – pondělí 
 Kamerunské letectvo provedlo nálety na pozice militantní islamistické skupiny Boko Haram na severu země. Boje mezi vládou a ozbrojenci si vyžádaly nejméně 41 mrtvých. 
 Epidemie eboly v západní Africe: Nemocnice ve skotském Glasgow přijala zdravotnici nakaženou virem ebola, která se vrátila z pobytu v Sierra Leone. Pacientka v době příjmu ještě nevykazovala symptomy nemoci.
 V české metropoli Praze začalo mezinárodní setkání komunity Taizé.
 Řecký parlament nedokázal na třetí pokus zvolit prezidenta země. Datum předčasných parlamentních voleb bylo stanoveno 25. ledna 2015.
30. prosince – úterý 
 Jihokorejský soud uvalil vazbu na bývalou viceprezidentku společnosti Korean Air Heather Čoovou, která je obviněna z narušení bezpečnosti letového provozu.
 V Banjulu hlavním městě Gambie propukly boje poté, co dlouholetý prezident Yahya Jammeh odjel na soukromou návštěvu Francie.
 Známý ruský opoziční blogger a kritik prezidenta Vladimira Putina Alexej Navalnyj byl odsouzen k tříapůlletému podmíněnému trestu za zpronevěru. Následně byl zatčen policií pro porušení domácího vězení cestou na neohlášenou demonstraci svolanou jeho příznivci.
 U pobřeží ostrova Kalimantan byly nalezeny trosky Letu Indonesia AirAsia 8501.
31. prosince – středa 
 Rada bezpečnosti OSN zamítla rezoluci nařizující Izraeli ukončit do dvou let okupaci Palestinských území.
 Italské námořnictvo převzalo kontrolu nad plavidlem v Jónském moři převážejícím stovky uprchlíků.